# Свастика (симбол)
Свастика (санскрит:  — „добробит“) је еквилатерални крст са крацима искривљеним под правим углом. Црта се са почетном горњом линијом усмереном у доњу (卐) или у десну страну (卍). Назива се још и кукасти крст или тетра-гамадион. Традиционално се приказује са средишњом линијом у хоризонталном положају али понекад и под углом од 45°.
Свастика је свети симбол у будизму, хиндуизму и џаинизму. Хинду верзија је украшена тачкама у сваком квадранту. Данас је на Западу познатија као симбол Нацистичке партије пре и током Другог светског рата.

## Уопштено
Претпоставља се да је мотив свастике први пут употребљен у неолитској Евроазији. Свастика је такође употребљавана и у изворним северноамеричким културама и то наизглед независно од њене употребе у другим деловима света. Свастика се такође налази у општој употреби у грађанским и религијским церемонијама у Индији. Многи индијски храмови, венчања, фестивали и прославе украшени су симболом свастике. У различитим индоевропским традицијама, свастика симболизује ватру, муње и сунце. У југоисточну Азију симбол је стигао посредством хинду краљева и данас представља саставни део хиндуизма на Балију и чест призор у Индонезији. Симбол такође има древне корене и у Европи где се појавио на артефактима из периода претхришћанске културе. До почетка 20. века налазио се у широкој употреби широм света као симбол среће и благостања. Симбол се налази у археолошким остацима цивилизације долине Инда и културе Самаре, као и у раном Византијском царству и хришћанским уметничким делима.
Иако је први пут коришћен као симбол међународног антисемитизма од стране крајње десничарског румунског политичара А.К. Кузе пре Првог светског рата, био је симбол добробити и среће за већину западног света до 1930-их, када је Немачка нацистичка партија усвојила кукасти крст као амблем аријевске расе. Од усвајања свастике као симбола немачке Национал-социјалистичке радничке партије и Адолфа Хитлера, у Европи и Северној Америци, симбол углавном асоцира на фашизам, расизам, Други светски рат и холокауст. Као резултат Другог светског рата и холокауста, на Западу је и даље снажно повезан са нацизмом, антисемитизмом, супремацизмом белаца, или једноставно злом. Пре тога симбол је имао изузетан значај у истраживању Хајнриха Шлимана који га је открио током ископавања Троје, и који га је сматрао поузданим доказом о миграцији индоевропских народа (Аријеваца). Шлиман је пронађени симбол упоредио са симболима на древној немачкој грнчарији и на грчку и ведску културу.
Управо због тога нацисти су изабрали свастику за свој симбол желећи да на тај начин истакну своје аријевско порекло, концепт који ће касније подржати теоретичари као што је Алфред Розенберг који је заговарао теорију по којој је нордијска раса господара потекла из северне Европе. Свастика се данас налази у употреби као симбол неонацистичких организација у Европи и Северној Америци. Организације које се боре за људска права у Европи и Северној Америци користе овај знак да би поједине организације окарактерисале као фашистичке или нацистичке.
У Азији и Африци свастика се и данас користи у свом оригиналном значењу, а организације које се боре за људска права је користе као симбол среће и благостања.

## Историја
Најстарија свастика део је тзв. Винчанског писма и може се видети на примерцима грнчарије датиране из неолита, око 4.000 год. п. н. е. Исти симбол појављује се и као део индуског писма из периода око 3.000. године п. н. е. Отуда вероватно и употреба овог симбола која се до данас задржала у хинду, ђаинској и будистичкој култури. Грнчарија из периода од око 2.000 год. п. н. е. пронађена у Синташти је такође украшена симболом свастике. Симболи налик свастици јављају се и у бронзаном и гвозденом добу у области северног Кавказа (Кобанска култура) и Азарбејџана, као и код Скита и Сармата. У свим овим културама, са изузетком јужне Азије, симбол свастике није имао неки посебан значај већ се јавља само као једана од варијација сличних симбола различите сложености.
У античком периоду, свастика је често коришћена од стране Хетита, Келта и Грка. Појављује се и у другим азијским, европским, афричких и северноамеричким културама — понекад као геометријски мотив, а понекад као религијски симбол. Свастика је свети симбол у хиндуизму, будизму и ђаинизму.
Учесталост симбола свастике је лако објаснити као појаву једног врло једноставног симбола који је настао самостално у свим друштвима која су израђивала предмете од прућа. Свастика је облик који се понавља на ивици приликом плетења четвртастих предмета. Друге теорије покушавају да успоставе везу са културном дифузијом или објасне самосталну појаву овог симбола у различитим удаљеним цивилизацијама у складу са Јунговом идејом о колективном несвесном.
Иако се постојање свастике на америчком континенту може објаснити постојањем култура које су израђивале предмете од прућа, њено присуство у Америци слаби теорију културне дифузије. Иако постоје теорије по којима је свастика тајно пренета у Северну Америку од стране ране Еуроазијске поморске цивилизације, највероватније је дошло до независног развоја овог симбола на тлу Америке.

### Комета/птица хипотеза
Још једно занимљиво објашњење порекла овог симбола дао је чувени астроном Карл Саган у свом делу „Комета“. Саган је у свом делу приказао древни кинески рукопис на коме су приказане варијације репа комете: на цртежима су углавном приказане различите једноставне варијације изгледа репа комете, али је на последњем цртежу који подсећа на свастику приказано језгро комете са четири савијена зрака која извиру из ње. Саган је претпоставио да се некада давно комета веома приближила Земљи да су млазеви врелог гаса који су избијали из ње и били савијени због њене ротације, постали видљиви голим оком што је довело до настанка симбола свастике широм света. Боб Кобрес је у књизи „Комете и пропаст бронзаног доба“ (1992) изнео тврдњу да је комета приказана на свиленом атласу из периода династије Хан била названа „дугорепа фазанска звезда“ због своје сличности са птичијом ногом и да већина мотива налик на свастику, укључујући и мотиве које је открио Шлиман, репрезентују птичје трагове. Слична поређења је направио Џ. Ф. Хевит 1907. године, као и чланак из 1908. у Good Housekeeping.

### Свастика у раном хиндуизму
Свастика је свети симбол у хиндуизму, будизму и ђаинизму у којима се јавља већ од 6. века п. н. е. У хиндуизму свастика има различита значења: срећа, Сунце, Брама или концепт самсарe. Будизам, који се крајем првог миленијума значајно проширио у Југоисточној Азији дотичући Кину, Кореју и Јапан, заслужан је за ширење овог симбола. Сматра се да се употреба свастике од стране бон вере у Тибету, као и санскритских религија као што су цао даи у Вијетнаму и Фалун Гонг у Кини такође може приписати ширењу будизма. До употребе свастике од стране аканске цивилизације у југозападној Африци највероватније је дошло на сличан начин захваљујући културном трансферу дуж пута робова око 1500 год. п. н. е.

## Распрострањеност

### Србија
На простору Србије се може наћи на подном мозаику града Наиса из прехришћанског периода као и на појединим налазима са археолошког локалитета Лепенски Вир. Свастика је такође присутна на рукотворинама народне радиности као што су ћилими и народне ношње, где служи као симбол Сунца и добростања. На гробљу у Рајачким Пимницама, између Неготина и Зајечара постоји више српских надгробних споменика из друге половине XVIII и XIX века на којима је приказана свастика у значењу соларног симбола.

### Русија
Као и у другим словенским земљама, употреба свастике као симбола је врло честа у Русији у предметима народне радиности и уметничким делима инспирисаним словенском религијом.